# Daphoenositta
Daphoenositta (Boomlopers) is een geslacht van zangvogels uit de familie Neosittidae.

## Soorten
Het geslacht kent de volgende soorten:
- Daphoenositta chrysoptera – Australische boomloper
- Daphoenositta miranda – Zwart-roze boomloper
- Daphoenositta papuensis – Papoeaboomloper